# Пиревичи (Пиревичский сельсовет)
Пиревичи (бел. Пірэ́вічы) — агрогородок в Жлобинском районе Гомельской области Беларуси. Административный центр Пиревичского сельсовета.
На западе граничит с лесом.

## География

### Расположение
В 27 км на юго-восток от Жлобина, 3 км от железнодорожной станции Салтановка (на линии Жлобин — Гомель), 67 км от Гомеля.

### Гидрография
На реке Руденка (приток реки Окра).

## Транспортная сеть
Транспортные связи по просёлочной, а затем автомобильной дороге Бобруйск — Гомель. Планировка состоит из разделенных рекой трех частей: южной (почти прямолинейная улица, ориентированная с юго-востока на северо-запад), восточной (к криволинейной присоединяются с запада три прямолинейные улицы, две из них соединены между собой короткими улицами) и западной (две улицы: одна — близкая к широтной, вторая — близкая к меридиональной ориентации). Застройка двусторонняя, большей частью деревянная, усадебного типа.

## История
В 1924 году в деревне найдено 2 клада 1624 года (монеты Речи Посполитой и Нидерландов), которые свидетельствуют о деятельности человека в этих местах с давних времён. По письменным источникам известна с XVI века как село в Речицком повете Минского воеводства Великого княжества Литовского. В 1525 году обозначена в материалах о спорных землях между Московским государством и ВКЛ как село Пиревичи в Стрешинской волости. В 1740-е годы согласно инвентаря Гомельского староства село, 6 дымов, 2 службы, 5 волов, 5 лошадей, пустаўшчызны Макововщина, Добрынищина, Юшковщина и Калининщина.
После 1-го раздела Речи Посполитой (1772 год) в составе Российской империи. Дворяне Солтаны-Переасветовы владели в селе и окрестности в 1859 году 8102 десятинами земли, винокурней, 3 мельницами, кирпичным заводом. С 1880 года действовал хлебозапасный магазин. В начале 1880-х годов открыто народное училище (в 1889 году 44 ученика). В 1885 году действовали винокурня, водяная мельница, в Староруднянской волости Рогачёвского уезда Могилёвской губернии. Согласно переписи 1897 года находились народное училище, хлебозапасный магазин, 2 ветряные мельницы, 2 круподробилки, лавка, питейный дом. В одноимённом фольварке, находившемся рядом, 2 двора, 22 жителя работала лавка. В июне 1902 года открыта Всесвятская церковь (кирпичная, памятник архитектуры неорусского стиля). С 1911 года при школе работала библиотека.
В начале 1920-х годов в фольварке был создан колхоз «Труд». С 20 августа 1924 года центр Пиревичского сельсовета Жлобинского района Бобруйского (до 26 июля 1930 года) округа, с 20 февраля 1938 года Гомельской области. В 1929 году организован совхоз «Пиревичи», работали спиртзавод (производил спирт-сырец, который затем перерабатывался на ректификационном заводе в деревня Старая Рудня), нефтяная мельница, торфодобывающая, сапожная и портняжная артели.
В начале Великой Отечественной войны создан отряд народного ополчения. Оборудование спиртзавода было эвакуирована в Пензу. Оккупанты частично сожгли деревню и убили 17 жителей. В боях около деревни в 1943-44 годах погибли 139 советских солдат и 6 партизан (похоронены в братской могиле в центре деревни). Освобождена 2 декабря 1943 года. В декабре 1943 года — июле 1944 года в деревне размещался полевой госпиталь советских войск. На фронтах и в партизанской борьбе погибли 446 жителей из Пиревичского сельсовета. В память о погибших в 1976 году в парке установлен обелиск с именами павших.
В 1966 году к деревне присоединены посёлки Литвиновка, Никольский, Машок, Молодняк, Сазоновка, Крестьянин, посёлок спиртзавода. С мая 1998 года выходила совхозная многотиражка «Пиревичские вести». Центр совхоза «Пиревичи». Работают спиртзавод, швейная и сапожная мастерские, средняя и музыкальная школы, школа-общежитие, Дом культуры, библиотека, больница, аптека, детские ясли-сад, отделение связи, столовая, 2 магазина.
В состав Пиревичского сельсовета входили до 1962 год посёлок Поросля, до 1966 года посёлки Октябрь (до 1962 года Безбожник), Гутище, Литвиновка, Молодняк, Малиновка, Машок, Никольский, Первомайский, Сазоновка, Крестьянин, Взлесье, посёлок спиртзавода, до 1986 года посёлок Несоев Борок, до 1996 года посёлок Зелёный Рог (все в настоящее время не существуют).

## Население

### Численность
- 2004 год — 492 хозяйства, 1283 жителя.

### Динамика
- 1885 год — 93 двора, 570 жителей.
- 1897 год — 164 двора, 1130 жителей (согласно переписи).
- 1959 год — 669 жителей (согласно переписи).
- 2004 год — 492 хозяйства, 1283 жителя.

## Образование
- Пиревичская средняя школа Жлобинского района

## Здравоохранение
- Больница для взрослых
- Амбулатория врача общей практики

## Культура
- Дом культуры
- Музей ГУО "Пиревичская средняя школа Жлобинского района"

## Достопримечательность
- Церковь Всех Святых (1902 г.) — памятник архитектуры неорусского стиля
- Воинский обелиск

### Памятник, скульптура
- Памятная доска в честь артиллеристов 63-го стрелкового корпуса и их командира — генерала Александра Казакова (2022)[1].